# Mansfield District
Mansfield ist ein District in der Grafschaft Nottinghamshire in England. Verwaltungssitz ist die Stadt Mansfield. Weitere bedeutende Orte sind Mansfield Woodhouse und Market Warsop.
Der Bezirk wurde am 1. April 1974 gebildet und entstand aus der Fusion des Municipal Borough Mansfield sowie der Urban Districts Mansfield Woodhouse und Warsop.

## Mansfield District Council
- Labour: 27
- Cons.: 4
- Reform: 3
- Unabh.: 3

Unabh. = Unabh.(2), Mansfield Ind. (1)